# Siemens & Halske
La Siemens & Halske AG, o Siemens-Halske, era una società di ingegneria elettrica e meccanica tedesca divenuta in seguito parte della Siemens AG.

## Storia

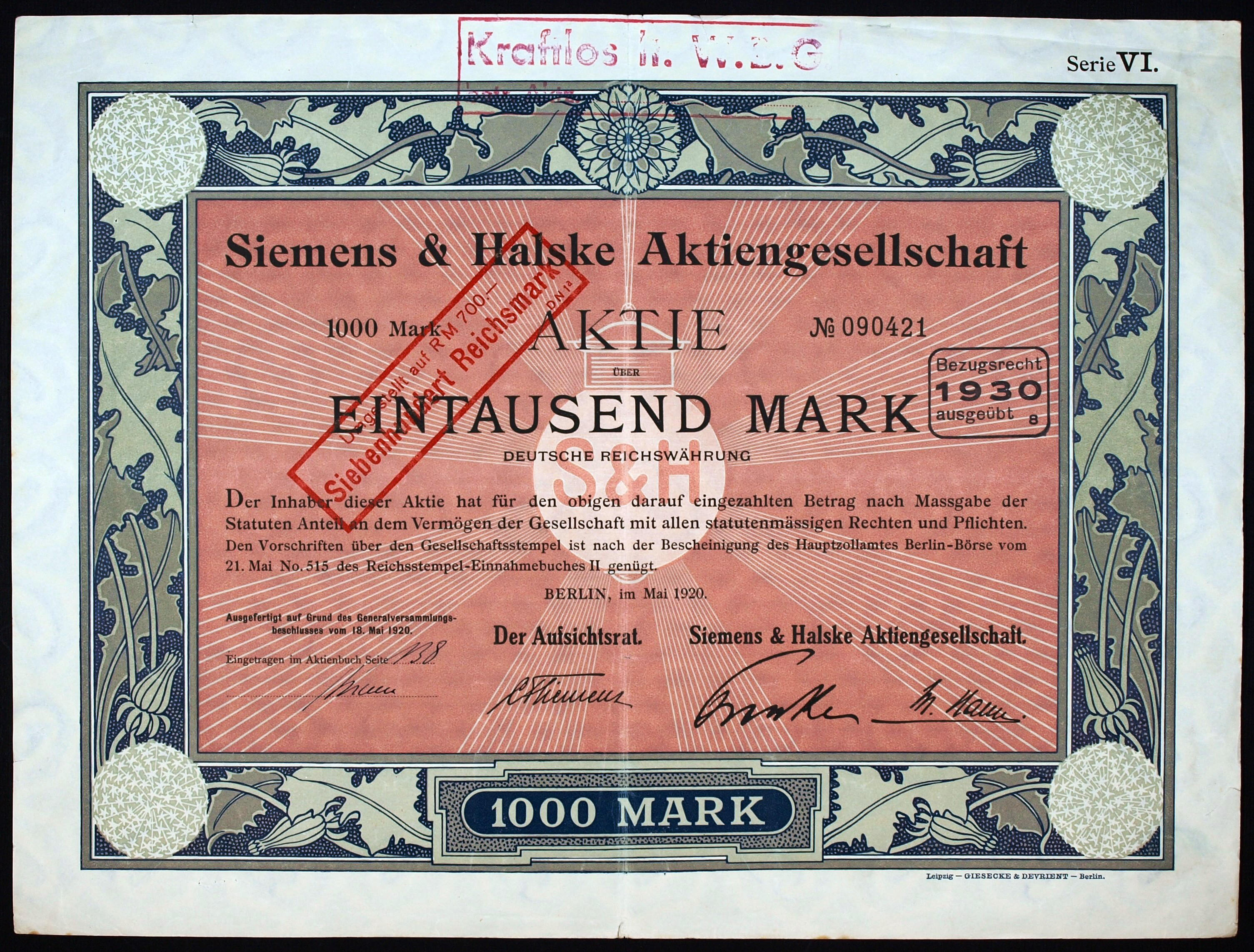
Azione della Siemens & Halske AG del maggio 1920

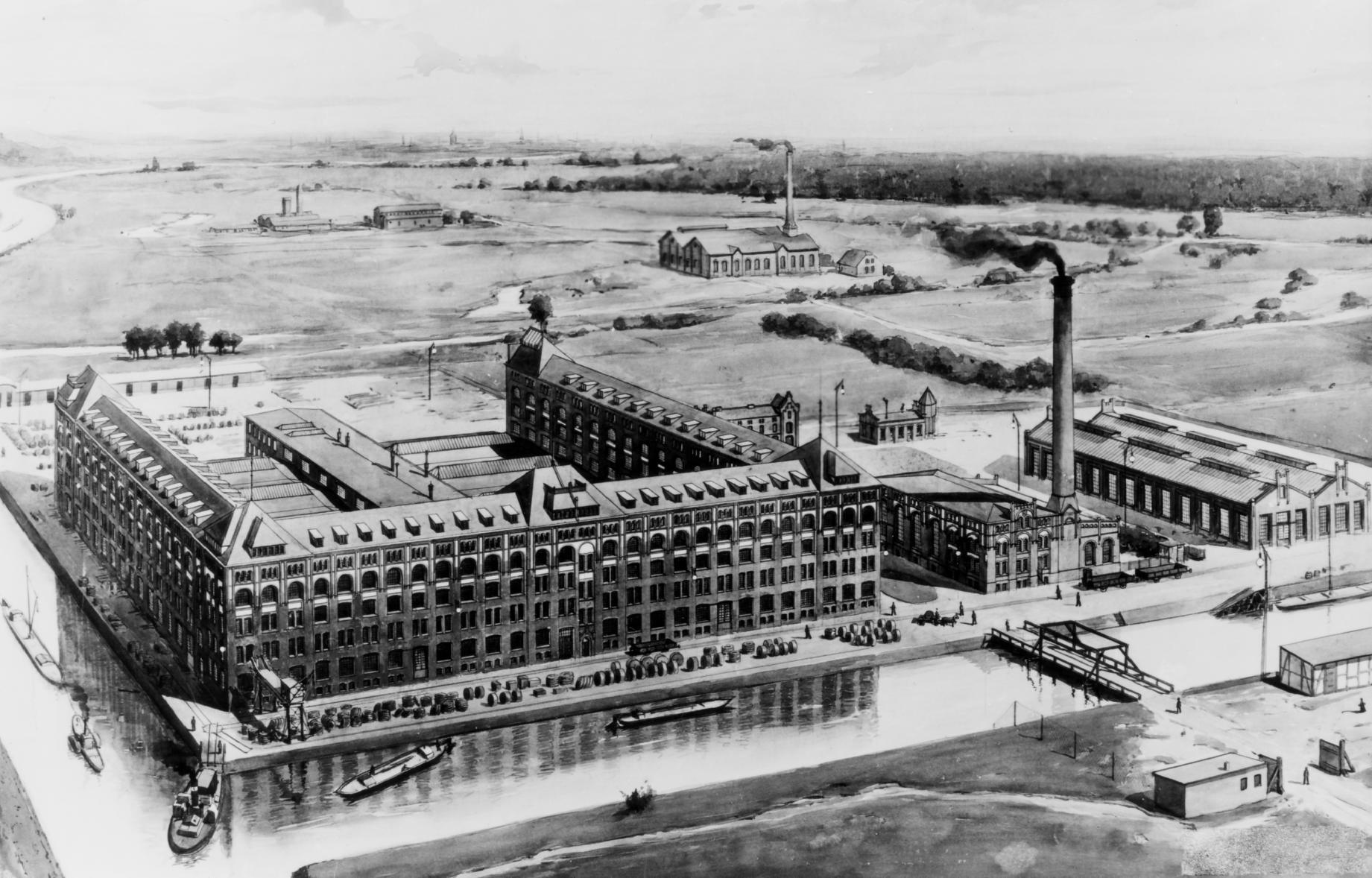
Siemens & Halske di Berlino-Siemensstadt nel 1900

La Siemens & Halske AG venne fondata nel 1897 dalla precedente "Telegraphen-Bauanstalt Siemens & Halske", creata da Johann Georg Halske e Werner von Siemens nel 1847, diventò una società per azioni.
L'azienda sita a Berlino-Kreuzberg si specializzò nella fabbricazione del telegrafo su licenza di brevetto di Charles Wheatstone del 1837. Nel 1848, realizzarono una delle prime linee telegrafiche d'Europa, quella tra Berlin e Francoforte sul Meno. Siemens & Halske si espanse rapidamente nel resto d'Europa con Carl Wilhelm Siemens e Carl Heinrich von Siemens, rispettivamente a Woolwich e San Pietroburgo. Il brevetto della dinamo di Werner von Siemens del 1867 aiutò l'espansione.

## Tram elettrico

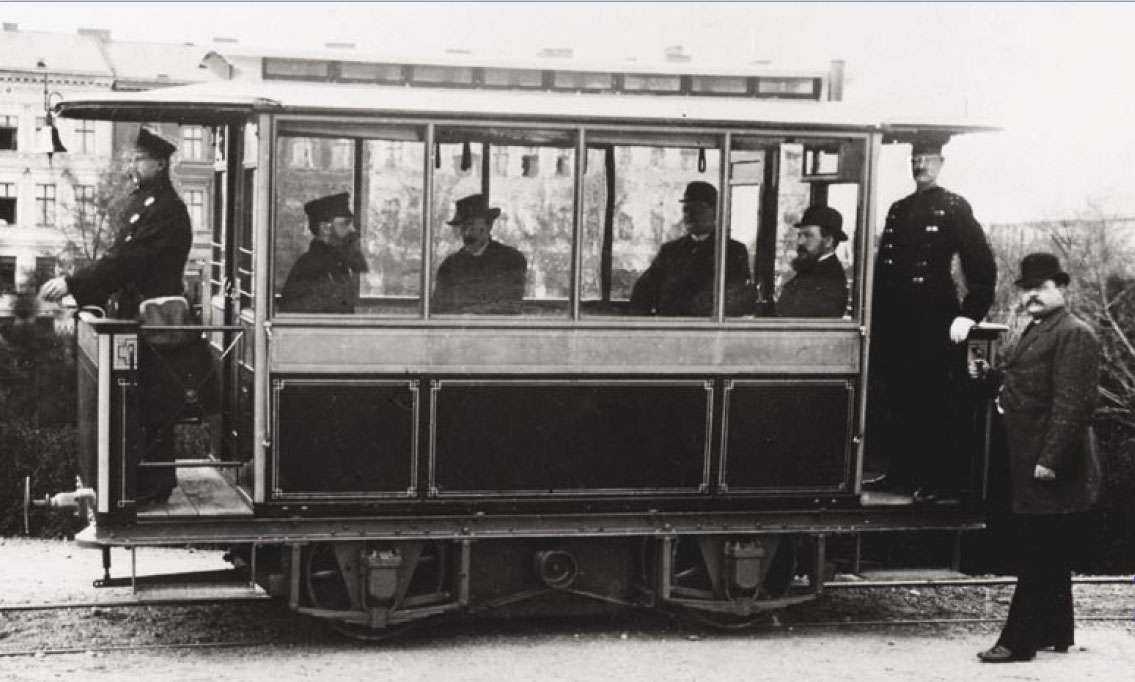
Il primo tram elettrico del mondo di Siemens & Halske, 1881

Nel 1881, Siemens & Halske costruì la Straßenbahn Groß-Lichterfelde, la prima al mondo elettrificata, a Lichterfelde (Berlino), seguita dalla Lokalbahn Mödling–Hinterbrühl di Vienna, il primo tram dell'Impero austro-ungarico. Nel 1882 vide la luce la Elektromote, primo esempio di trolley a stanga operante a Berlino-Halensee. Il nascente settore del trasporto elettrificato permise una grande espansione alla Siemens & Halske.
Siemens & Halske all'epoca non fu l'unica azienda tedesca nel ramo dell'elettrotecnica. Nel 1887, Emil Rathenau fondò la celeberrima Allgemeine Elektrizitäts-Gesellschaft (AEG), per lungo tempo rivale.
Werner von Siemens si ritirò nel 1890, mentre Johann Georg Halske lasciò l'azienda già nel 1867. Il fratello di Werner, Karl Heinrich, proseguì con i figli Arnold e Georg Wilhelm, la crescita della società. Il sito produttivo vicino allo Spree continuò a espandersi fino a diventare una similcittà e dal 1899 divenne Siemensstadt.
Quando, nel 1903, la Siemens & Halske cominciò una collaborazione con la Schuckert & Co. fondando la Siemens-Schuckertwerke, la Siemens & Halske AG si specializzò in ingegneria delle comunicazioni.

## Motori aeronautici

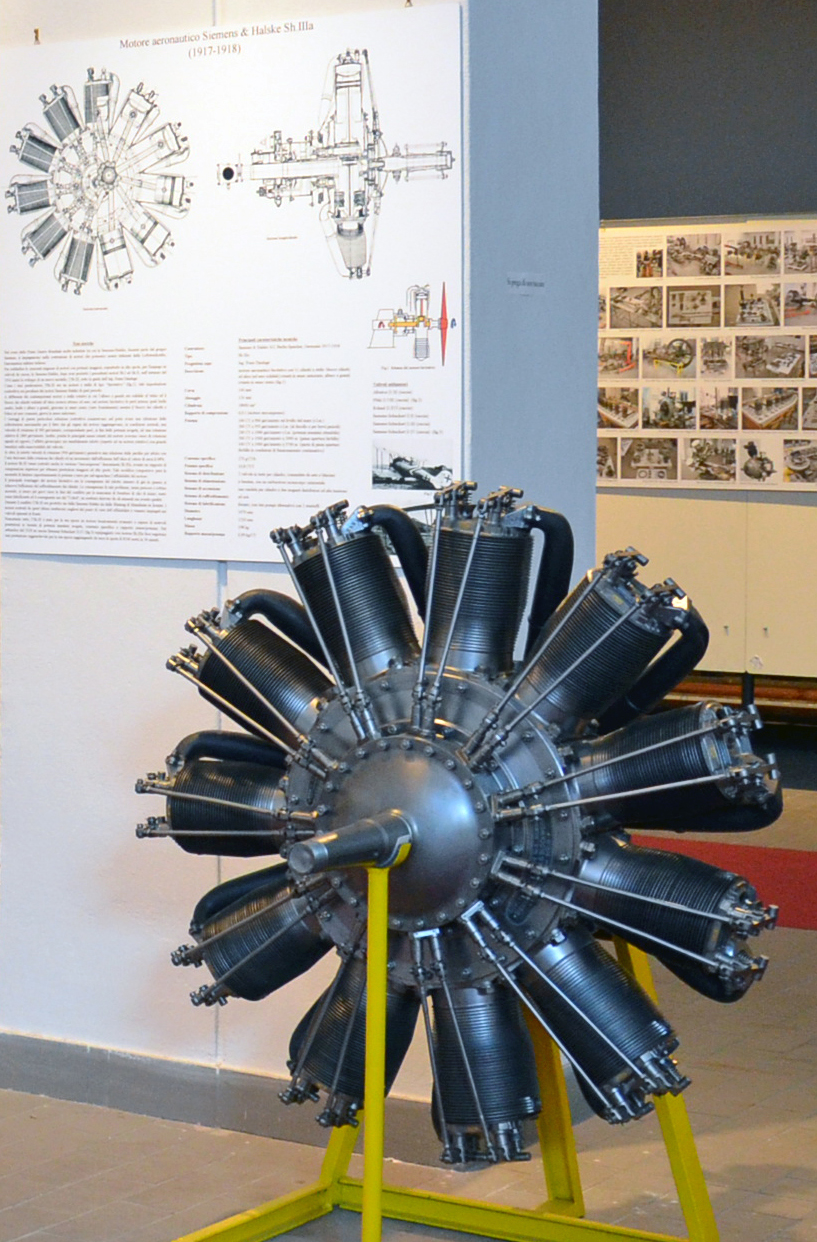
Il motore aeronautico Siemens-Halske Sh.III del 1918 esposto al Museo Storico dei Motori e dei Meccanismi - Sistema Museale dell'Università degli Studi di Palermo

Durante la prima guerra mondiale l'azienda si specializzò anche nella progettazione di motori aeronautici radiali dall'inusuale ed avanzato disegno che produsse con il marchio Siemens-Halske, come gli Siemens-Halske Sh.I e Siemens-Halske Sh.III. Alla fine del conflitto la produzione riprese dagli anni venti con motori da 5 a 9 cilindri fin al periodo della seconda guerra mondiale, equipaggiando numerosi velivoli leggeri, acrobatici e da addestramento come i Bücker Bü 133 Jungmeister, Focke-Wulf Fw 44 Stieglitz ed Heinkel He 72 Kadett.
A conferma dell'elevata qualità della produzione motoristica, molti di questi ultimi velivoli sono ancor oggi in condizioni di volo dotati dei motori originali.

## Siemens AG
Successivamente Siemens istituì diverse società controllate per le quali la Siemens & Halske AG funzionò come una holding fino alla sua chiusura nel 1966.

## Galleria d'immagini

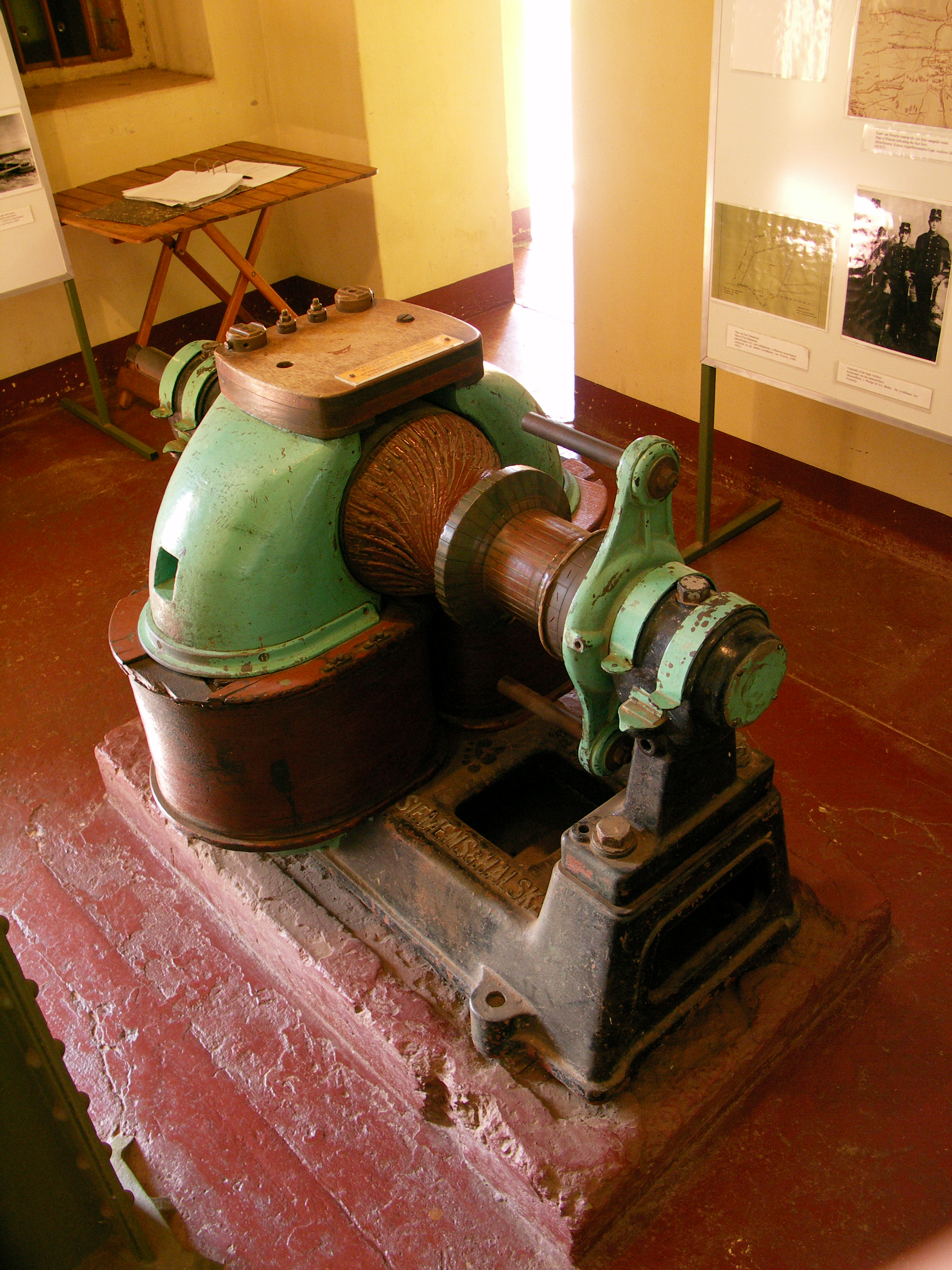
Generatore elettrico prodotto dalla Siemens & Halske AG, esposto a Pretoria
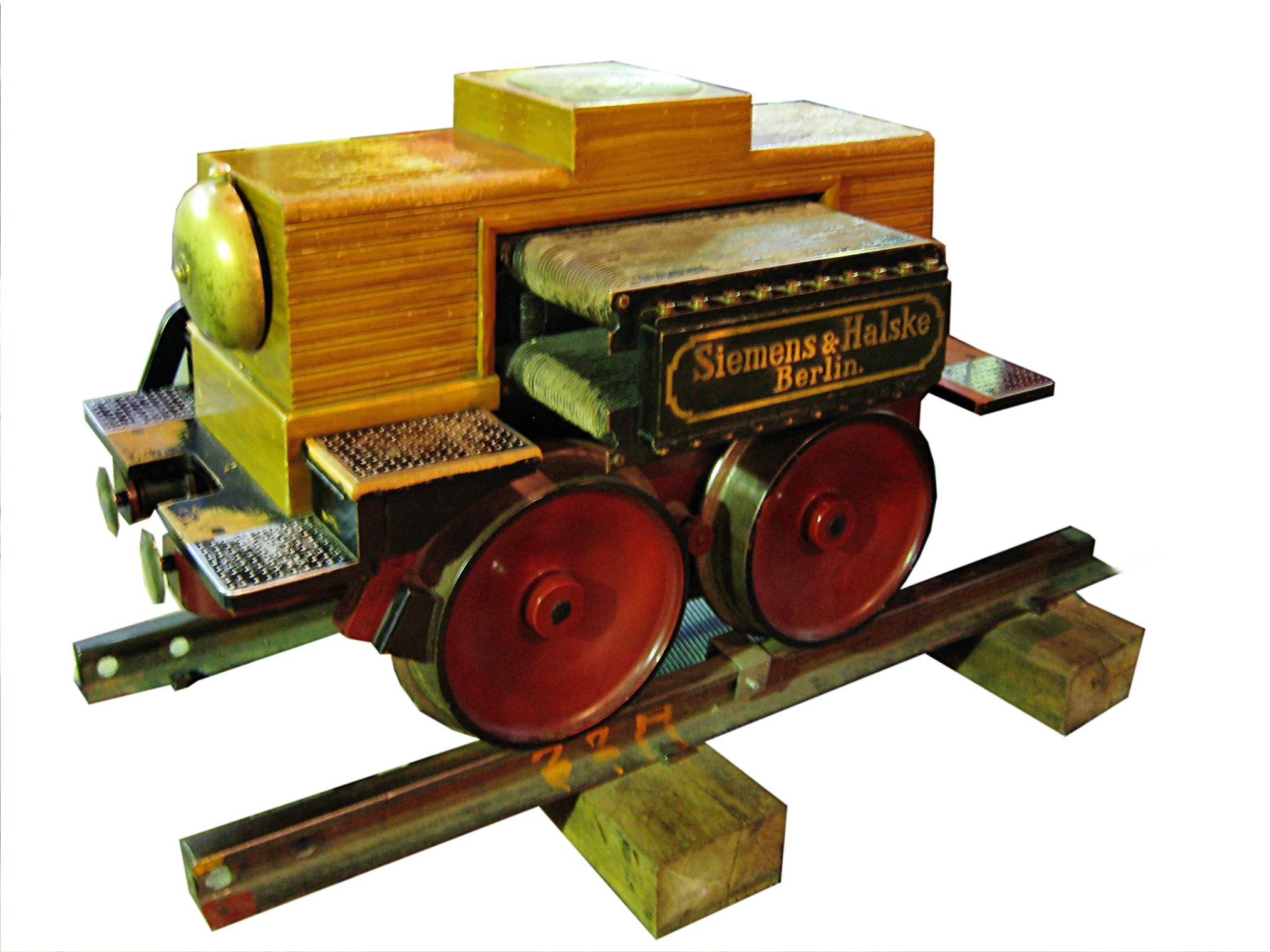
Piccolo locomotore elettrico
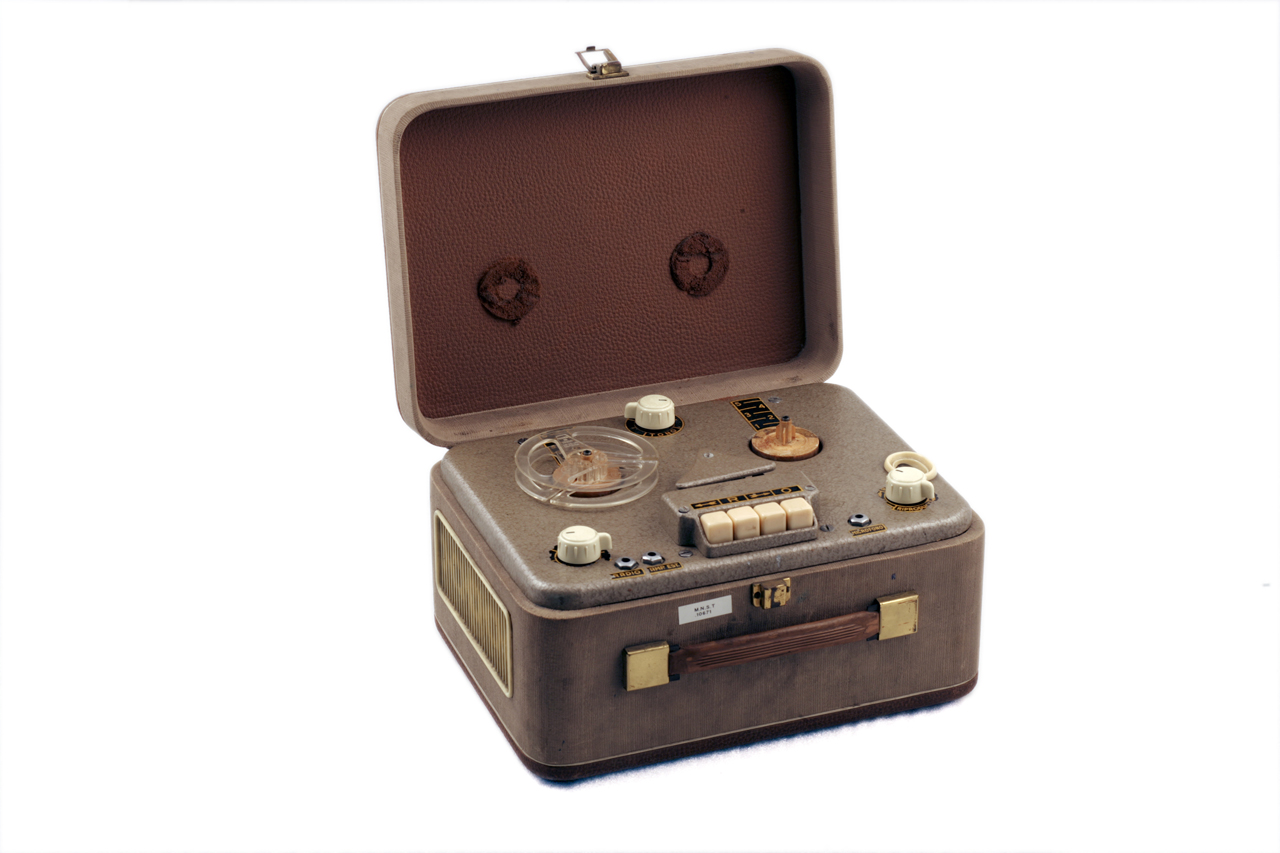
Magnetofono a valvole - Museo scienza tecnologia Milano